# یوبت (ویسکانسین)
یوبت، ویسکانسین (به انگلیسی: Ubet, Wisconsin) یک منطقهٔ مسکونی در ایالات متحده آمریکا است که در شهرستان پولک، ویسکانسین واقع شده‌است.